# أوليفر تشيذام
أوليفر تشيذام (بالإنجليزية: Oliver Cheatham)‏ هو موسيقي ومغني أمريكي، ولد في 24 فبراير 1948 في ديترويت في الولايات المتحدة، وتوفي في 29 نوفمبر 2013 في المملكة المتحدة بسبب نوبة قلبية.

## وصلات خارجية
- أوليفر تشيذام على موقع IMDb (الإنجليزية)
- أوليفر تشيذام على موقع ميوزك برينز (الإنجليزية)
- أوليفر تشيذام على موقع أول ميوزيك (الإنجليزية)
- أوليفر تشيذام على موقع ديسكوغز (الإنجليزية)